# Ouest (sous-région)

Localisation de l'Ouest

Pour les articles homonymes, voir Ouest (homonymie).
L'Ouest  (en portugais : Oeste) est une des 30 sous-régions statistiques du Portugal.
Avec 11 autres sous-régions, il forme l'Ouest et Vallée du Tage.

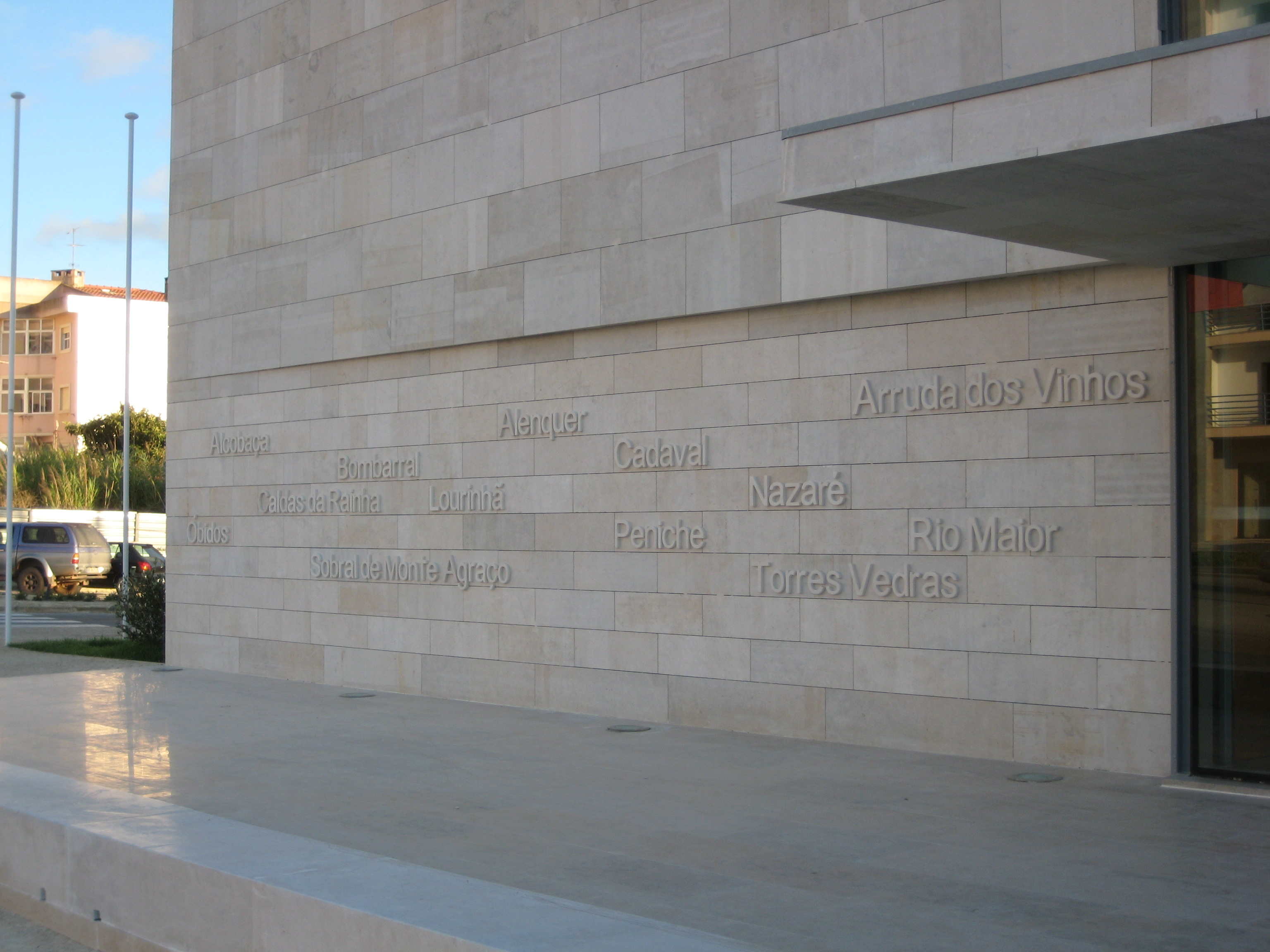
Siège de la Comunidade Intermunicipal do Oeste

## Géographie
L'Ouest est limitrophe :
- au nord et à l'est, du Pinhal littoral,
- à l'est, de la Lisière du Tage,
- au sud, du Grand Lisbonne.
- Il dispose en outre d'une façade maritime, à l'ouest et au nord, sur l'océan Atlantique.

## Données diverses
- Superficie : 2 486 km2
- Population (2001) : 338 711 hab.
- Densité de population : 136,25 hab./km2

## Subdivisions
L'Ouest groupe douze municipalités (conselhos ou municípios, en portugais) :
- Alcobaça
- Alenquer
- Arruda dos Vinhos
- Bombarral
- Cadaval
- Caldas da Rainha
- Lourinhã
- Nazaré
- Óbidos
- Peniche
- Sobral de Monte Agraço
- Torres Vedras